# Trattato di Tientsin (1885)

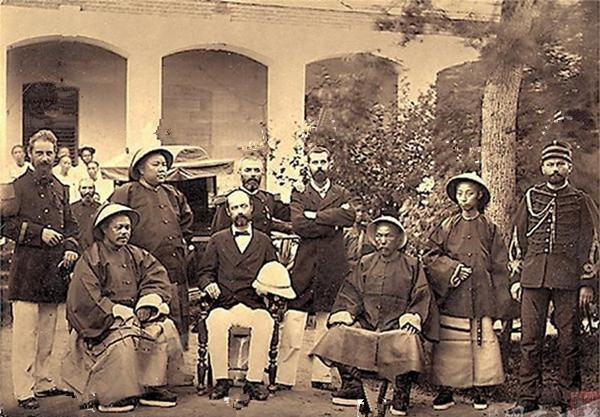
Li Hung-chang e Jules Patenôtre dopo la firma del trattato

Il trattato di Tientsin (中法新約T), firmato il 9 giugno 1885, mise ufficialmente fine alla guerra franco-cinese. Questo "trattato ineguale" riaffermava con maggior dettaglio le principali disposizioni dell'accordo di Tientsin, firmato tra Francia e Cina l'11 maggio 1884. Poiché l'articolo 2 richiedeva alla Cina di riconoscere il protettorato francese sull'Annam e sul Tonchino stabilito dal trattato di Huế nel giugno 1884, implicitamente obbligando la Cina ad abbandonare le sue pretese di sovranità sul Vietnam, il trattato formalizzò la vittoria diplomatica della Francia.

## Contesto
Nel dicembre 1884, allarmata dalle ambizioni giapponesi in Corea, l'imperatrice madre Cixi ordinò ai suoi ministri di porre fine alla guerra franco-cinese che era scoppiata il 23 agosto 1884. Le importanti vittorie francesi nel Tonchino e a Taiwan, rispettivamente nel febbraio e all'inizio del marzo 1885, rafforzarono il suo desiderio di porre fine al conflitto. I cinesi ottennero un'inaspettata vittoria nel Tonchino alla fine di marzo, sconfiggendo la 2ª brigata del generale de Négrier nella battaglia di Bang Bo e rioccupando Lạng Sơn, ma questo successo fu controbilanciato dalla contemporanea conquista francese delle Isole Pescadores e la posizione della Cina all'inizio di aprile 1885 era critica. Così, cogliendo l'opportunità offerta caduta del ministero di Jules Ferry alla fine di marzo 1885 sulla scia della ritirata dal Lạng Sơn (il cosiddetto affaire du Tonkin), i cinesi accettarono di attuare le disposizioni dell'accordo di Tientsin del maggio 1884, che riconosceva il protettorato francese sul Vietnam. In cambio, i francesi lasciarono cadere la loro richiesta di indennizzo per l'imboscata di Bắc Lệ. Su queste basi e dopo una serie di negoziati a Parigi nei primi giorni di aprile del 1885, la pace fu infine sottoscritta.
I preliminari di pace tra Francia e Cina furono firmati il 4 aprile 1885. Il protocollo preliminare di pace prevedeva un immediato cessate il fuoco sia nel Tonchino che a Taiwan. I francesi accettarono di togliere il loro blocco di Taiwan immediatamente, e i cinesi accettarono di ritirare i loro eserciti dal Tonchino entro la fine di maggio 1885. Come garanzia della buona fede cinese, i francesi mantennero il loro "blocco del riso" del Fiume Azzurro e il blocco dei porti cinesi di Cheng-hai (鎭海T, ChénghǎiP) e Pak-hoi (北海T, BěihǎiP) e continuarono ad occupare sia Keelung sia le isole Pescadores.
I cinesi osservarono puntualmente i termini dell'accordo di pace: sia l'esercito dello Yunnan sia quello del Guangxi si ritirarono dal Tonchino. Riconoscendo le difficoltà pratiche che l'esercito dello Yunnan di Tang Jingsong, che si trovava in profondità nel territorio tonchinese intorno a Hưng Hóa, avrebbe dovuto affrontare, i francesi estesero la scadenza del 4 aprile 1885 specificata nell'accordo per il suo ritiro: l'esercito dello Yunnan tornò finalmente in Cina attraverso Lào Cai il 2 giugno 1885. Sotto la pressione dei comandanti cinesi, anche l'Esercito della bandiera nera di Liu Yongfu si ritirò dal territorio tonchinese. Soddisfatto dal fatto che la Cina stesse dimostrando di onorare i suoi obblighi, il governo francese acconsentì alla conclusione di un trattato di pace definitivo.

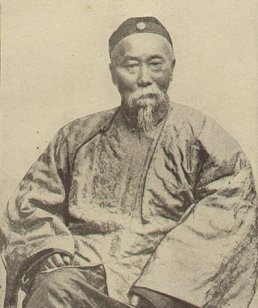
Li Hung-chang

Il trattato di pace, costituito da dieci articoli e basato sulle disposizioni dell'accordo di Tientsin dell'11 maggio 1884, fu firmato a Tientsin il 9 giugno 1885 da Li Hung-chang (李鴻章T, Lǐ HóngzhāngP) a nome della Cina e da Jules Patenôtre de Noyers a nome della Francia.
Li Hung-chang aveva precedentemente negoziato l'accordo di Tientsin ed era stato molto criticato in Cina per le troppe concessioni alla Francia. I "letterati conservatori" impedirono che le disposizioni dell'accordo di Tientsin fossero messe in atto, provocondo lo scontro tra le truppe francesi e cinesi a Bắc Lệ, che fu la causa dello scoppio della guerra franco-cinese il 23 agosto 1884. Sebbene gli elementi della linea dura della corte Qing non fossero in grado di impedire all'imperatrice di nominare nuovamente Li Hongzhang per negoziare un trattato di pace con i francesi, essi insistettero affinché Li fosse accompagnato da due membri dello Zongli Yamen (總理衙門T, Zǒnglǐ YáménP), Hsi Chen e Teng Ch'eng-hsiu (鄧承修). Teng Ch'eng-hsiu era un membro di spicco del partito purista (ch'ing-liu) e la sua nomina, un deliberato affronto a Li Hongzhang, fu una delle ultime occasioni in cui i "puristi" furono in grado di influenzare la politica di corte. Screditati dalla sconfitta della Cina nella guerra franco-cinese, i "puristi" persero rapidamente influenza a corte.

## Applicazione del trattato
Il 10 giugno 1885, subito dopo la firma del trattato di pace, i francesi revocarono il loro blocco navale del Fiume Azzurro, di Chen-hai e di Pak-hoi. Evacuarono Keelung il 21 giugno 1885 e le isole Pescadores il 22 luglio 1885.
Le ratifiche del trattato di Tientsin furono scambiate a Pechino il 28 novembre 1885.
L'articolo 3 del trattato prevedeva la nomina di una commissione franco-cinese per demarcare il confine tra il Tonchino e la Cina, che in gran parte forma l'odierno confine Cina-Vietnam. I commissari cinesi erano Chou Te-jun (周德潤), Hung Lu-ssu (鴻臚寺) e Ch'ing Teng-ch'eng (卿鄧承). La commissione francese era guidata da M. Bourcier Saint-Chaffray, e i suoi membri includevano M. Scherzer, il console francese a Canton, il dottor Paul Neis, un noto esploratore dell'Indocina, il tenente colonnello Tisseyre, il capitano Bouinais, e M. Pallu de la Barrière (quest'ultimo non prese parte al lavoro della commissione). Per preparare il lavoro della commissione, nell'ottobre 1885 il generale Roussel de Courcy inviò le truppe francesi a occupare Lạng Sơn, Thất Khê e altre città di confine.
I lavori di demarcazione iniziarono alla fine del 1885 e furono completati nel 1887. I francesi respinsero le rivendicazioni cinesi sulla città vietnamita di Đồng Đăng, vicina al confine del Guangxi e luogo di una vittoria francese durante la guerra franco-cinese, ma concordarono che la penisola di Pak-lung (白龙半岛) dovesse essere assegnata alla Cina. Una disputa su due aree al confine tra la provincia dello Yunnan e il Tonchino fu risolta con l'assegnazione di Meng-suo (猛梭) e Meng-lai (猛賴) al Vietnam, e la cessione di un ampio tratto di terreno fertile coltivabile tra Ma-pai-kuan (馬白關) e Nan-tan-shan (南丹山) alla Cina. Un accordo che confermava la nuova frontiera tra il Vietnam e la Cina fu firmato a Pechino il 26 giugno 1887 dai rappresentanti francesi e cinesi.

## Significato
Il trattato di pace del 9 giugno 1885 formalizzò la vittoria diplomatica della Francia nella guerra franco-cinese. Anche se i francesi furono costretti ad evacuare Keelung e le isole Pescadores (che l'ammiraglio Courbet avrebbe voluto mantenere come contrappeso francese alla colonia britannica di Hong Kong), il ritiro cinese dal Tonchino lasciò la strada libera ai francesi per rioccupare Lạng Sơn e per avanzare lungo il Fiume Rosso fino a Lào Cai sul confine tra Yunnan e Tonchino. Negli anni che seguirono i francesi repressero la resistenza vietnamita consolidando la loro presenza nell'Annam e nel Tonchino.
Nel 1887, la Cocincina, l'Annam e il Tonchino (i territori che compongono il'attuale Vietnam) e la Cambogia furono riuniti nella colonia denominata Unione indocinese (nota anche come Indocina francese), alla quale fu unito pochi anni dopo il Laos, ceduto alla Francia dal Siam nel 1893, al termine della guerra franco-siamese.